# 無鄰菴

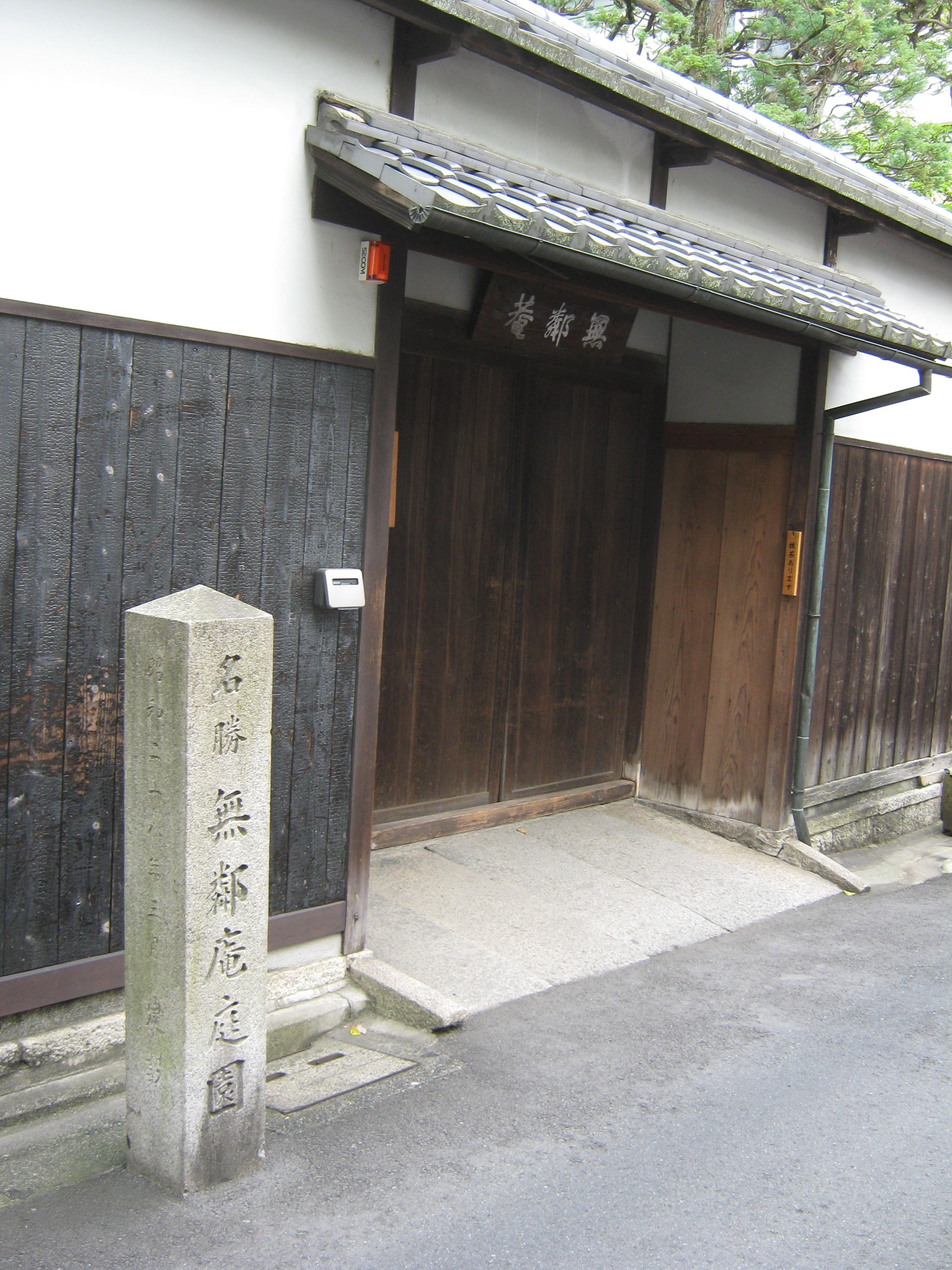
無鄰菴入口

無鄰菴（むりんあん）は、山縣有朋の別邸で、七代目小川治兵衛の作庭による日本庭園。
「無鄰菴」と名付けられた山縣邸は三つある。最初の無鄰菴は山縣の郷里である長州・下関の草庵である。名前の由来はこの草菴に隣家がないことによる。また、『論語』「徳不孤必有鄰」（"徳は孤ならず、必ず隣あり"）から取られたという説もある。
第二の無鄰菴は、京都府京都市の木屋町二条に購入した別邸、そして第三の無鄰菴が京都・南禅寺参道前に造営した別邸で、「無鄰菴会議」の舞台ともなった場所である。本項では主にこの第三の無鄰菴について説明する。

## 第二無鄰菴

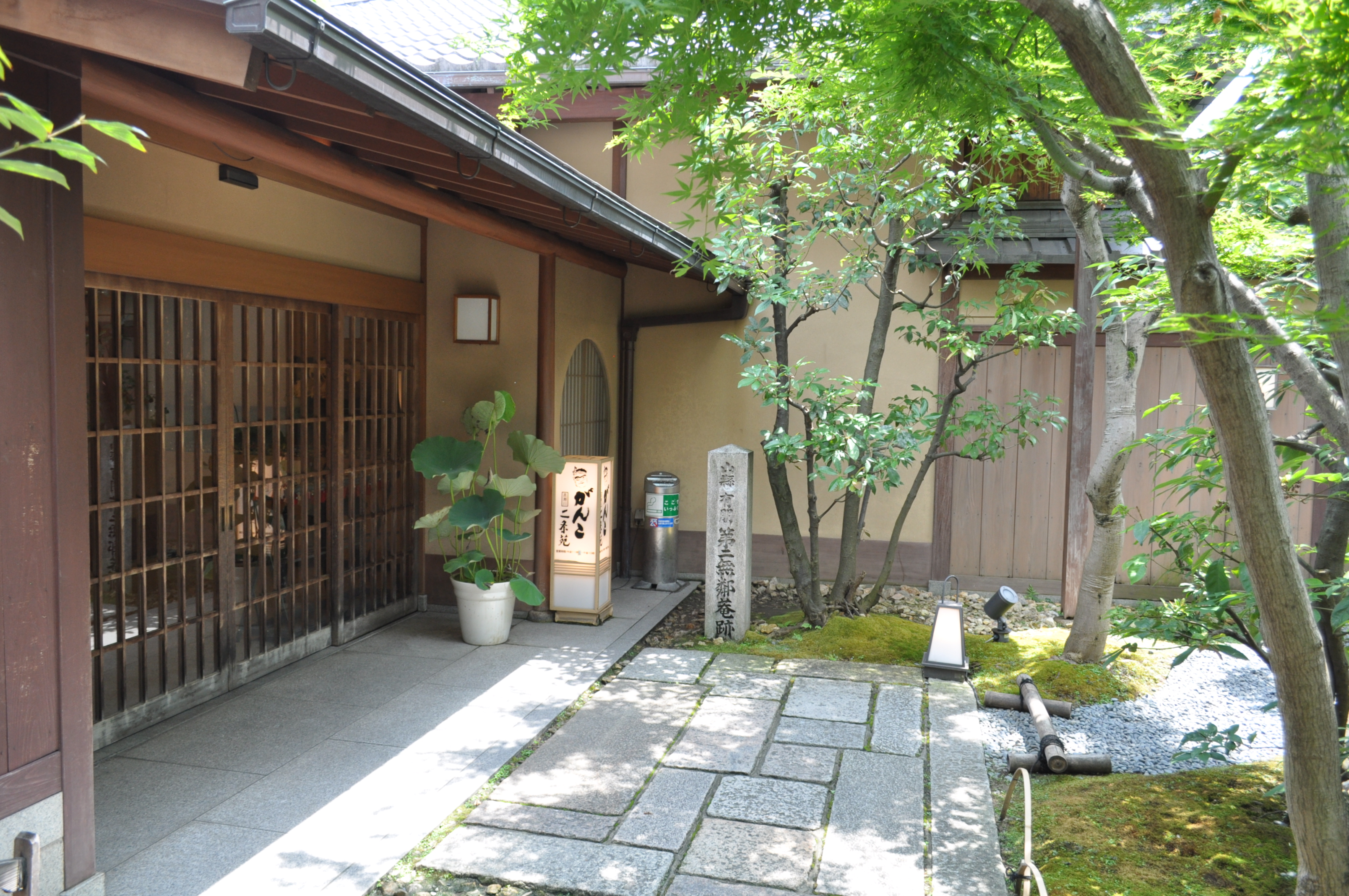
第二無鄰菴跡（2017年7月）

第二の無鄰菴は、京都市木屋町二条、高瀬川の源流にあった。1891年（明治24年）に購入。

## 第三無鄰菴
- 所在地：京都市左京区南禅寺草川町31

山縣有朋の別邸、第三の無鄰菴は京都市左京区、南禅寺のすぐ西側、琵琶湖疏水のほとりにある。南禅寺界隈別荘の一つ。敷地は三角形の形状で、広さ約3,100m2。現在は1941年に寄贈されて京都市が管理している。その庭園は1951年（昭和26年）6月9日、国の名勝に指定された。
木造平屋建（一部二階建）の数寄屋造り母屋、藪内流燕庵写しの茶室、煉瓦造り二階建て洋館、および広い庭園からなる。山縣は1892年（明治25年）ごろから準備を始め、1894年（明治27年）に造営に着手、1896年（明治29年）完成。洋館の設計は新家孝正で1898年（明治30年）に竣工。

### 琵琶湖疏水と東山の別荘地
山縣が別邸無鄰菴をこの地に築いた背景には、東山山麓の南禅寺下河原一帯を別荘地として位置づけて発展させようとしていた当時の政財界の動きがあった。
この一帯にあって広大な境内に塔頭が立ち並んでいた南禅寺は明治初期の廃仏毀釈で、他の寺院と同じく寺領の上知を命ぜられ、境内の縮小や塔頭の統廃合を余儀なくされた。このとき上知された寺の土地はやがて民間に払い下げられた。琵琶湖からこの地に至る琵琶湖疏水が計画され、第一期工事が1890年（明治23年）に竣工。京都市や京都府は、この東山地区を風致地区として、将来の別荘地とする方針を取っていた。無鄰菴は、その別荘・別邸群の先駆けともいえる存在となった。無鄰菴に続くようにできた付近の別荘の作庭も、七代目植治がその多くを引き受けることとなった。

### 近代的日本庭園
広い庭園は山縣が七代目植治（小川治兵衛）に作らせたもので、山縣三名園に数えられる。東山を借景とし明るい芝生に琵琶湖疏水を引き込み浅い流れを配した池泉廻遊式庭園で、近代的日本庭園の嚆矢とも言えるものであった。その広さは約3,135m2。明治時代の庭園の写真帳『京華林泉帖』には「野趣にとんだ新庭園の代表」と、同時代の見聞録である黒田天外の『続江湖快心録』には、「以後の庭園はことごとく無鄰菴に倣っている」と記された。
無鄰菴に琵琶湖疏水を引き込むにあたっては「防火用水」の名目が使われた。疏水の建設には多額の税金がかかっており、京都市としては「庭園のため」では許可できなかったためである。
- 無鄰菴庭園
- 母屋
- 母屋から眺める庭園

### 無鄰庵会議

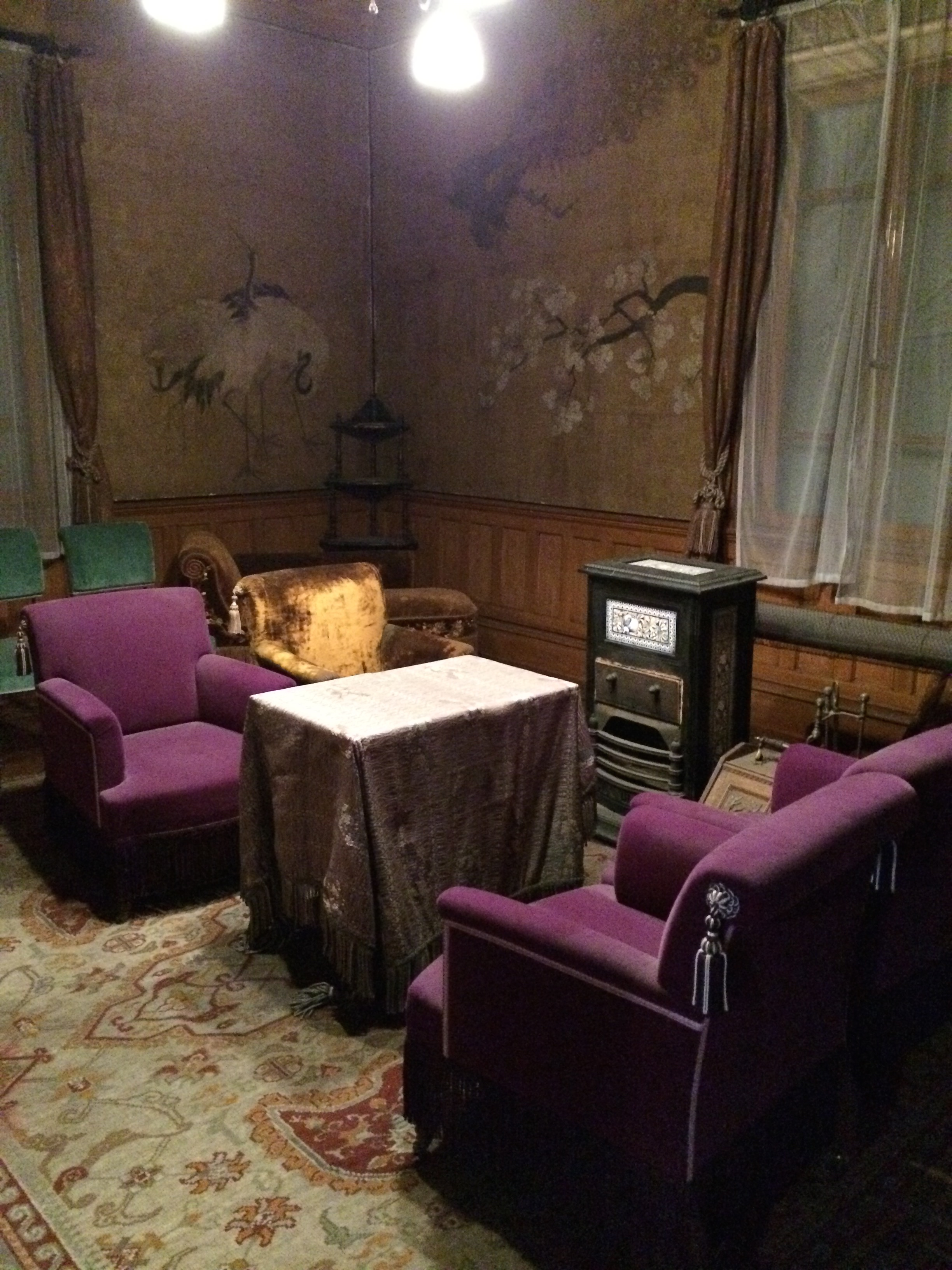
会議の行われた洋館2階の部屋

この洋館2階の間は、しばしば要人との会見に用いられた。日露戦争開戦前の1903年（明治36年）4月21日にはここでいわゆる「無鄰菴会議」が行われた。その時の顔ぶれは、元老山縣有朋、政友会総裁伊藤博文、総理大臣桂太郎、外務大臣小村寿太郎である。
当時、ロシア帝国は強硬な南下政策をとっており、満州のみならず北朝鮮でも勢力の拡大を進めていた。桂は、ロシアの満州における権利は認めても、朝鮮における日本の権利はロシアに認めさせる、これを貫くためには対露戦争も辞さないという態度で対露交渉にあたるため、この方針への同意を伊藤と山縣から取り付けようとした。
徳富蘇峰は『公爵山縣有朋傳』で桂の意図を以下のように著述している。
この時桂は、「満韓交換論」とも言うべき対露方針についてを伊藤と山縣から同意をとりつけた。以下はその時の「対露方針四個條」である。
この後、この「満韓交換論」に基づく対露直接交渉の方針は、山縣、伊藤、大山巌、松方正義、井上馨、桂、下村、山本権兵衛、寺内正毅が出席した同年6月23日の御前会議に提出され、上記の方針に基づいて対露交渉に臨むことが確認された。国内には当時すでに「露国討つべし」の世論が高まりつつあったが、元老と政府首脳陣はまだ外交交渉によって戦争という破局を避けようと模索していた。